# Mariëtte Bruggeman
Mariëtte Bruggeman (14 maart 1953) is een voormalige omroepster en presentatrice. Ze was van 1982 tot 1989 omroepster bij de KRO.
Ze was de assistente van Ted de Braak en tevens medepresentatrice van de 1-2-3-show. Ook was ze assistente van Ted de Braak in het spelprogramma Woordspel (1985).
Bruggeman heeft ook enkele informatieve programma's gepresenteerd en het Zonnebloemgala (1985 en 1987).
In 1989, bij de start van RTL Veronique, was zij korte tijd omroepster van deze zender.
In 2006 was Bruggeman te gast bij Ted de Braak in TV Comeback bij Omroep Max. Tijdens het galaprogramma Deze is voor jou, ter ere van de 65e verjaardag van Joop van den Ende (voorjaar 2007), was zij wederom weer even te zien met Ted de Braak tijdens een optreden over/van de grote showmasters en hun assistenten.